# Gubben i stugan
Gubben i stugan är en svensk dokumentärfilm från 1996 i regi av Nina Hedenius. Filmen följer en äldre man, Ragnar Fredriksson, som bor ensam i torpet Kestina i Dalarnas finnskogar. Den utspelar sig under ett år och innehåller minimal dialog, inga kommentarer eller intervjuer.  Bakgrundsmusik spelas från en grammofon ibland. Filmen gjordes för Sveriges Television.

## Mottagande
Ammi Bohm skrev i Expressen: "Filmaren Nina Hedenius ser detaljerna, disktrasan som rör sig lätt i värmedraget från spisen, humlan i krokusen, en vedtrave som blir själva sinnebilden för den trygghet människan försöker skapa åt sig. Och hon ser skönheten i naturen, i årstidernas växling, i vardagslivet. Året hos Ragnar passerar i ett jämnt lugnt flöde. Det är bara att sjunka in och njuta."